# سن یوآخین، بولیوی

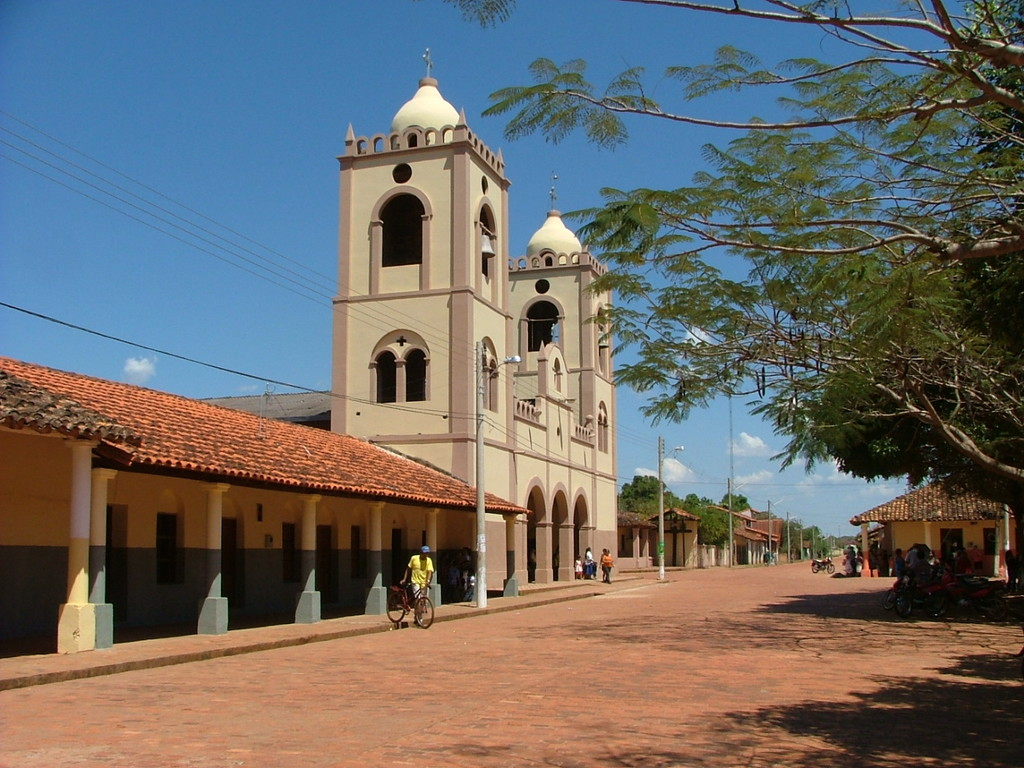
سن یوآخین، بولیوی

سن یوآخین (به اسپانیایی: San Joaquín) یک شهر در بولیوی است که در استان ماموره واقع شده‌است. سن یوآخین ۴٬۵۸۹ نفر جمعیت دارد و ۱۴۲ متر بالاتر از سطح دریا واقع شده‌است.